# Schiehallion
Schiehallion är ett berg i Storbritannien.   Det ligger i kommunen Perth and Kinross och riksdelen Skottland, i den norra delen av landet, 600 km norr om huvudstaden London. Toppen på Schichallion är 1 083 meter över havet.
Terrängen runt Schiehallion är huvudsakligen kuperad.Runt Schiehallion är det mycket glesbefolkat, med 4 invånare per kvadratkilometer. Närmaste större samhälle är Aberfeldy, 15,1 km öster om Schiehallion. I omgivningarna runt Schiehallion växer i huvudsak blandskog.